# Saint-Ouen-des-Besaces
Saint-Ouen-des-Besaces és un municipi delegat francès, situat al departament de Calvados i a la regió de Normandia. El 2016 va integrar el municipi nou de Souleuvre en Bocage. L'any 2007 tenia 286 habitants.

## Demografia

### Població
El 2007 la població de fet de Saint-Ouen-des-Besaces era de 286 persones. Hi havia 107 famílies de les quals 33 eren unipersonals (12 homes vivint sols i 21 dones vivint soles), 45 parelles sense fills, 25 parelles amb fills i 4 famílies monoparentals amb fills.
La població ha evolucionat segons el següent gràfic:
Habitants censats

### Habitatges
El 2007 hi havia 143 habitatges, 115 eren l'habitatge principal de la família, 13 eren segones residències i 14 estaven desocupats. Tots els 143 habitatges eren cases. Dels 115 habitatges principals, 90 estaven ocupats pels seus propietaris, 22 estaven llogats i ocupats pels llogaters i 3 estaven cedits a títol gratuït; 1 tenia una cambra, 6 en tenien dues, 12 en tenien tres, 29 en tenien quatre i 67 en tenien cinc o més. 107 habitatges disposaven pel capbaix d'una plaça de pàrquing. A 61 habitatges hi havia un automòbil i a 44 n'hi havia dos o més.

### Piràmide de població
La piràmide de població per edats i sexe el 2009 era:
| Homes | Edats   | Dones |
| ----- | ------- | ----- |
| 0     | 95 o +  | 0     |
| 0     | 90 a 94 | 0     |
| 0     | 85 a 89 | 0     |
| 4     | 80 a 84 | 4     |
| 0     | 75 a 79 | 12    |
| 4     | 70 a 74 | 8     |
| 8     | 65 a 69 | 8     |
| 20    | 60 a 64 | 12    |
| 4     | 55 a 59 | 4     |
| 4     | 50 a 54 | 8     |
| 8     | 45 a 49 | 0     |
| 12    | 40 a 44 | 8     |
| 0     | 35 a 39 | 16    |
| 8     | 30 a 34 | 12    |
| 4     | 25 a 29 | 16    |
| 0     | 20 a 24 | 0     |
| 16    | 15 a 19 | 0     |
| 8     | 10 a 14 | 4     |
| 20    | 5 a 9   | 8     |
| 16    | 0 a 4   | 4     |

## Economia
El 2007 la població en edat de treballar era de 175 persones, 117 eren actives i 58 eren inactives. De les 117 persones actives 103 estaven ocupades (65 homes i 38 dones) i 14 estaven aturades (5 homes i 9 dones). De les 58 persones inactives 24 estaven jubilades, 12 estaven estudiant i 22 estaven classificades com a «altres inactius».

### Ingressos
El 2009 a Saint-Ouen-des-Besaces hi havia 137 unitats fiscals que integraven 344 persones, la mediana anual d'ingressos fiscals per persona era de 15.797 €.

### Activitats econòmiques
Dels 7 establiments que hi havia el 2007, 1 era d'una empresa de construcció, 5 d'empreses de comerç i reparació d'automòbils i 1 d'una entitat de l'administració pública.
Dels 2 establiments de servei als particulars que hi havia el 2009, 1 era un taller de reparació d'automòbils i de material agrícola i 1 paleta.
L'any 2000 a Saint-Ouen-des-Besaces hi havia 14 explotacions agrícoles que ocupaven un total de 357 hectàrees.

## Poblacions més properes
El següent diagrama mostra les poblacions més properes.